# Joseph Cushman
Joseph Augustine Cushman (Bridgewater, 31 de enero de 1881-Sharon, 16 de abril de 1949) fue un micropaleontólogo y académico estadounidense. Se especializó en el estudio de los protozoos marinos (foraminíferos) y se convirtió en el foraminífero más destacado de la primera mitad del siglo XX, desarrollando un "sistema mundialmente famoso para descubrir depósitos de petróleo". También fue padre fundador de la fraternidad Kappa Delta Phi.

## Biografía

### Primeros años
Nació en Bridgewater, Massachusetts. Sus padres fueron Jane Frances (de soltera Fuller y Pratt) y Darius Cushman; este fue un segundo matrimonio para ambos. Su padre tenía una tienda en Bridgewater donde vendía y reparaba zapatos. La ascendencia de Cushman se remontaba al Mayflower tanto por el lado materno como por el paterno.
Asistió a escuelas públicas desde los cuatro años. Estudió en Bridgewater High School cuando tenía doce años y se graduó en 1897. Planeaba estudiar medicina, pero esto cambió debido a circunstancias económicas cuando su padre murió poco después de graduarse. Trabajaba antes y después de la escuela, mientras su madre se ocupaba de los bordes de la Bridgwater Normal School.
Asistió a la Bridgwater Normal School y se graduó en 1901. Allí descubrió su interés por la ciencia y tomó su primera clase de geología. Fue el capitán y receptor del equipo de béisbol, así como defensa y director técnico del equipo de fútbol. Ayudó a establecer la fraternidad Kappa Delta Phi en 1900 y ocupó el cargo como su primer presidente.
Posteriormente, asistió a la Universidad de Harvard, donde se graduó en 1903 con una licenciatura en biología, magna cum laude. Obtuvo un doctorado de Harvard en 1909. Su tesis llevó por título La filogenia de los Miliolidae.

### Carrera

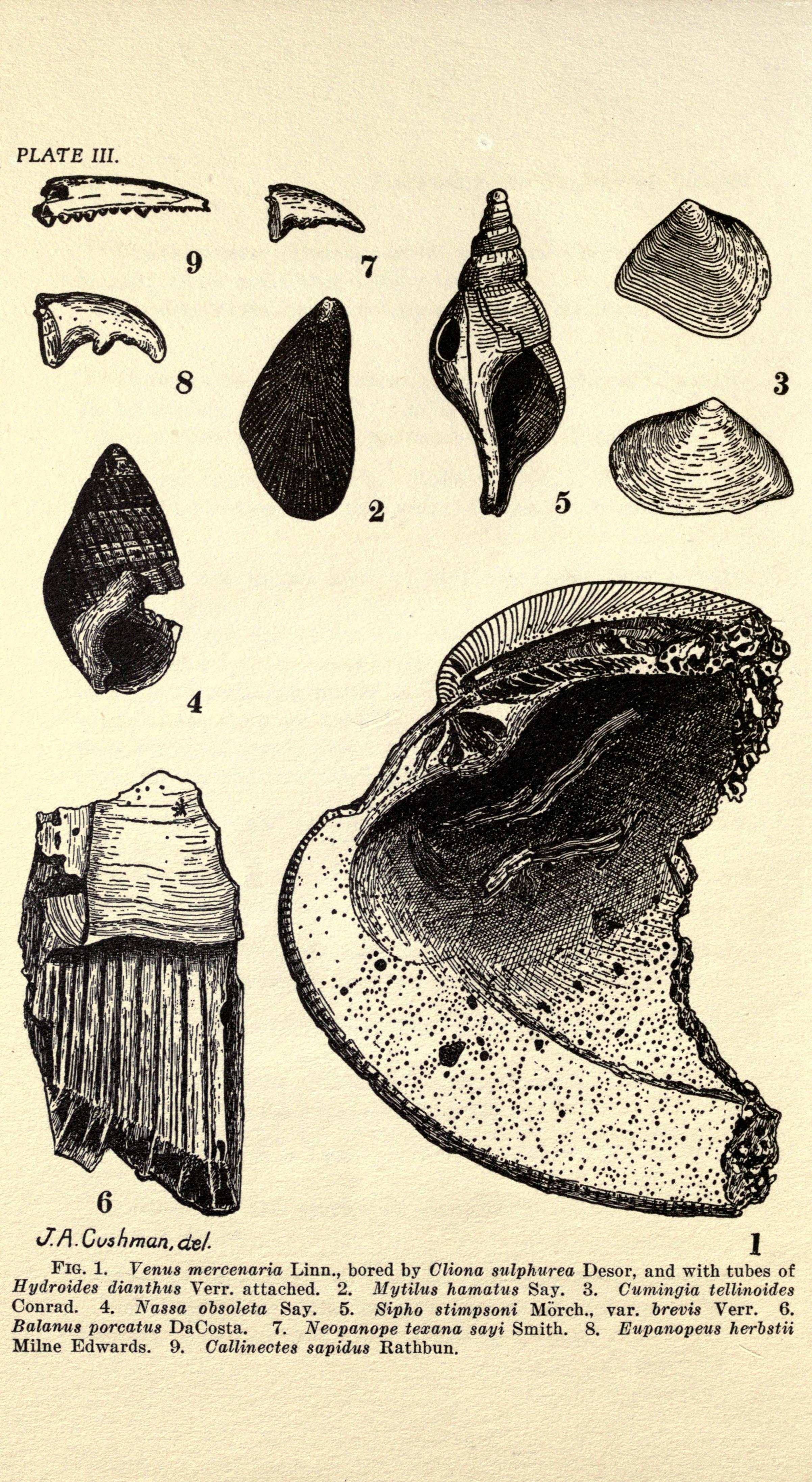
Diagrama de uno de los artículos científicos de Cushman, elaborado por él mismo.

Fue curador en el Museo de Historia Natural de Boston (ahora Museo de Historia Natural de Harvard), y trabajó a tiempo parcial mientras asistía a la escuela de posgrado. Trabajó para el Servicio Geológico de Estados Unidos en 1912. Se convirtió en director del Museo de Historia Natural de Boston desde 1913 hasta su dimisión en 1923.
Junto a su casa en Sharon, Massachusetts, construyó un edificio que se convertiría en el Laboratorio Cushman para la Investigación de Foraminíferos en 1923. En su laboratorio realizó investigaciones, trabajó como consultor para empresas petroleras e impartió clases de micropaleontología a estudiantes de pregrado y posgrado. Desarrolló una de las mejores colecciones de foraminíferos del mundo, con 62.000 preparaciones catalogadas.
Fue profesor de micropaleontología e investigador asociado en la Universidad de Harvard de 1926 a 1940. También en 1926, se convirtió en consultor del Servicio Geológico de Estados Unidos sobre foraminíferos. Fue presidente de la Comisión de Micropaleontología del Consejo Nacional de Investigación en 1930.
Fue miembro de la Academia Estadounidense de Artes y Ciencias (División de Zoología y Fisiología), miembro de la Sociedad Geográfica Estadounidense y miembro y vicepresidente de la Sociedad Geológica de América. Fue presidente de la Sociedad Paleontológica, presidente de los Paleontólogos y Mineralogistas Económicos y miembro de la Asociación Estadounidense de Geólogos del Petróleo.
Durante su carrera, publicó 554 artículos académicos. En 1925, creó la revista Contributions from the Cushman Laboratory for Foraminiferal Research, que publicó muchos de sus artículos. También editó el Journal of Paleontology de 1927 a 1930. Su libro Foraminifera, Their Classification and Economic Use se convirtió en un libro de texto clásico y estándar con múltiples ediciones.

### Vida personal
Se casó con Alice Edna Wilson en su casa Steep Brook en Fall River, Massachusetts, el 7 de octubre de 1903. Era hija de James H. Wilson, un comerciante de carbón. Después de casarse, vivieron en Boston pero luego se mudaron a Sharon, Massachusetts. Tuvieron tres hijos, Robert nacido en 1905, Alice nacida en 1907 y Ruth nacida en 1910. Su esposa falleció en enero de 1912.
En enero de 1913, se anunció el compromiso de Cushing con Frieda Gerlach Billings de Sharon y se casaron el 3 de septiembre. Era hija del médico Frank S. Billings. Vivían en una casa recién construida en Crest Road en Sharon. Era miembro de la Iglesia Unitaria de Roxbury.
En 1949, falleció de cáncer de vejiga en su casa de Sharon, Massachusetts. Fue enterrado en el cementerio Great Hills en Boston, Massachusetts.

## Legado
Dejó sus colecciones y biblioteca al Museo Nacional de Historia Natural del Instituto Smithsoniano. En 1950, un grupo de científicos formó la Fundación Cushman para la Investigación de Foraminíferos, Inc. "para promover la investigación sobre foraminíferos y organismos afines".

## Premios y honores
- Recibió un título honorario de Doctor en Ciencias por la Universidad de Harvard en 1937.[14][3]
- Miembro honorario de la Royal Microscopical Society en 1938.[15]
- Premio Geológico Hayden Memorial de la Academia de Ciencias Naturales de Filadelfia en 1945.[3]
- La Fundación Cushman para la Investigación de Foraminíferos, Inc. fue nombrada en su honor en 1950.[13]
- La cresta de Dorsum Cushman en la Luna lleva su nombre desde 1976.[16]
- El Premio Joseph A. Cushman a la Excelencia en la Investigación de Foraminíferos se estableció en 1980 y se entrega anualmente a investigadores vivos que realizan contribuciones destacadas a la investigación de foraminíferos.[13][17]

## Publicaciones seleccionadas

### Libros
- Foraminíferos, su clasificación y uso económico . Sharon, Massachusetts: Laboratorio Cushman para la investigación de foraminíferos, 1928.[18][2]

### Monografías
- Una monografía de los foraminíferos del Océano Pacífico Norte . Boletín del Museo Nacional de los Estados Unidos de la Institución Smithsonian vol. 71, 1913 [19]
- Algunos foraminíferos del Plioceno y Mioceno de la llanura costera de los Estados Unidos. Boletín del Servicio Geológico de EE. UU. 646, 1918 [20]
- Los foraminíferos del Océano Atlántico Parte 1: Astrorhizidae. Boletín del Museo Nacional de los Estados Unidos de la Institución Smithsonian 104, 1918 [21]
- Foraminíferos de los mares filipinos y adyacentes. Boletín 100 del Museo Nacional de los Estados Unidos de la Institución Smithsonian, vol. 4, 1921. ISBN978-0-598-36912-3[22]
- Los foraminíferos del océano Atlántico. Parte E Textularidae. Boletín del Museo Nacional de los Estados Unidos de la Institución Smithsonian vol. 104, 1922 [23]
- Foraminíferos de aguas someras de la Región de Tortugas. Departamento de Biología Marina de la Carnegie Institution de Washington Publicación 311, 1922. ISBN978-0-598-36053-3[24]
- Foraminíferos de Samoa . Departamento de Biología Marina de la Institución Carnegie de Washington Publicación vol. 21, 1924. ISBN978-0-598-34686-5; a través de Google Books. [25]
- Foraminíferos recientes de la costa oeste de América. Boletín de la Serie Técnica del Instituto Scripps de Oceanografía vol 1, no. 10, págs.119–188, 1927[26]
- Una monografía de la familia de foraminíferos Nonionidae. Documento profesional 191 del Servicio Geológico de EE. UU., 1939[27]
- Geología y biología de los núcleos de aguas profundas del Atlántico norte entre Terranova e Irlanda, EE. UU., Parte 2: Foraminíferos. con Lloyd G. Henbest.Documento profesional del Servicio Geológico 196-A, 1940 [28]
- Los foraminíferos de las colecciones del "Albatros" del Pacífico tropical, 1899-1900. Boletín del Museo Nacional de los Estados Unidos de la Institución Smithsonian 161, 1942[29]
- Foraminíferos del Cretácico superior de la región costera del golfo de los Estados Unidos y áreas adyacentes . Documento profesional 206 del Servicio Geológico de EE. UU. Washington, DC, 1946.[30]
- Foraminíferos del Paleoceno de la región costera del Golfo de los Estados Unidos y áreas adyacentes: descripciones e ilustraciones de foraminíferos más pequeños de la región costera del Golfo, Cuba, América Central, Haití y Trinidad. Documento profesional 232 del Servicio Geológico de Estados Unidos, 1951[31]

### Artículos periodísticos
- "La flora desmid de Nantucket". Boletín del Club Botánico de Torrey 32, núm. 101 (1905): 549–53 [32]
- "Notas sobre las zigosporas de ciertos Desmids de Nueva Inglaterra con descripciones de algunas formas nuevas". Boletín del Club Botánico de Torrey 32, núm. 4 (1905): 223–29 [33]
- "Algunos Desmids de Terranova". Boletín del Club Botánico de Torrey 33, núm. 12 (1906): 607–15 [34]
- "Desmids de Nueva Inglaterra de la subfamilia Saccodermae". Boletín del Club Botánico de Torrey 33, núm. 6 (1906): 343–51 [35]
- "Una sinopsis de las especies de Tetmemorus de Nueva Inglaterra". Boletín del Club Botánico de Torrey 34, núm. 12 (1907): 599–601 [36]
- "La especie de Closterium de Nueva Inglaterra". Boletín del Club Botánico de Torrey 35, núm. 3 (1908): 109-134 [37]
- "Foraminíferos de Texas Jackson". con ER Applin. Boletín AAPG 1926, 10, núm. 2 (1 de febrero de 1926): 154–189 [38]
- "Estudios filogenéticos de los foraminíferos, Parte I", American Journal of Science, abril de 1927, s5-13 (76) 315-326 [39]